# 채유미 (배우)
채유미(1967년 2월 22일 ~ )는 대한민국의 배우이다.

## 주요 이력
1985년 광고 모델로 데뷔하였고 1986년 MBC 문화방송 공채 탤런트 정식 데뷔하였으며 이후 연극배우, 뮤지컬배우, 영화배우로도 활약하였다.

## 출연작

### TV 시리즈
- 1986년 MBC문화방송 《전원일기》... 화장품방문판매원
- 1988년 MBC 문화방송 《한중록》 ... 숙빈 임씨[2] 역
- 1988년 MBC 문화방송 《인간시장》
- 1988년 MBC 문화방송 《전원일기》 ... 양촌리를 견학 온 춘천여고 3년 졸업반 학생
- 1989년 KBS 한국방송공사 《달빛가족》
- 1989년 KBS 한국방송공사 《역사는 흐른다》
- 1989년 KBS 한국방송공사 《사랑이 꽃피는 나무》
- 1990년 MBC 문화방송 《마당 깊은 집》
- 1990년 MBC 문화방송 《대원군》 ... 철인왕후 김씨 역
- 1991년 SBS 서울방송 《작은 도시》
- 1992년 MBC 문화방송 《우리들의 천국》
- 1992년 KBS 한국방송공사 《내일은 사랑》
- 1992년 KBS 한국방송공사 《대추나무 사랑 걸렸네》
- 1993년 KBS 한국방송공사 《살아 남은 자의 슬픔》
- 1993년 SBS 서울방송 《결혼》
- 1994년 MBC 문화방송 《마지막 승부》
- 1994년 EBS 한국교육방송공사 《언제나 푸른 마음》
- 1994년 KBS 한국방송공사 《밥을 태우는 여자》
- 1995년 SBS 서울방송 《아스팔트 사나이》
- 1996년 KBS 한국방송공사 《컬러》
- 1997년 SBS 시트콤 《뉴욕스토리》
- 1998년 MBC 문화방송 《사랑》
- 1998년 EBS 한국교육방송공사 《내일》
- 1999년 MBC 문화방송 《시트콤 점프》

### 영화
- 1993년 《핑크빛 깡통》